# St. Maria Magdalena (Wilbich)

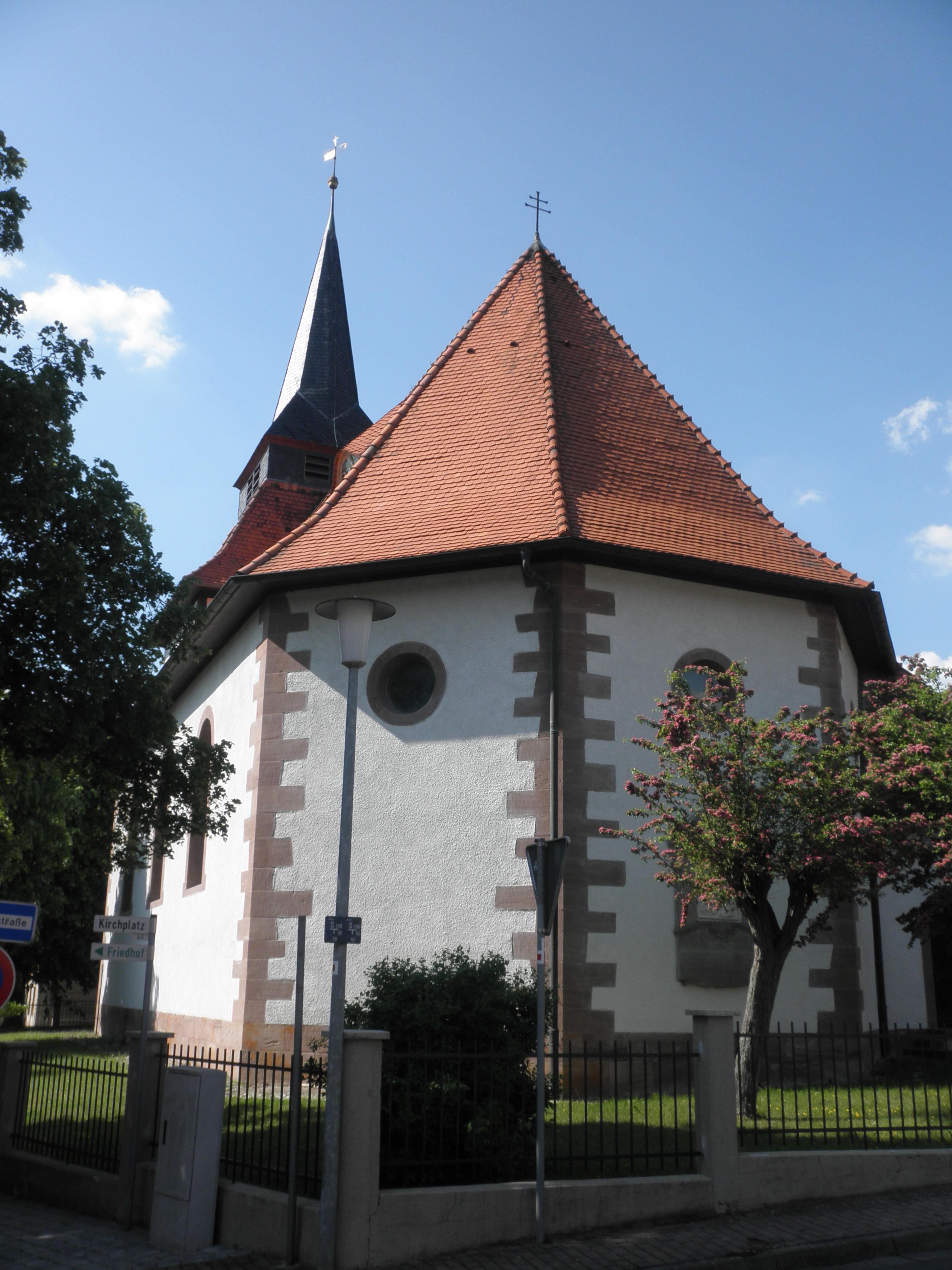
Römisch-katholische Kirche St. Maria Magdalena in Wilbich

Die römisch-katholische Filialkirche St. Maria Magdalena steht in Wilbich im thüringischen Landkreis Eichsfeld. Sie ist Filialkirche der Pfarrei St. Ursula Geismar im Dekanat Dingelstädt des Bistums Erfurt. Sie trägt das Patrozinium der heiligen Maria Magdalena.

## Geschichte
Bereits im 16. Jahrhundert gab es in Wilbich eine erste Kirche mit dem Patronat St. Maria Magdalena, diese wurde 1912 abgerissen und eine größere neue Kirche erbaut. Der damalige Weihbischof Heinrich Haehling von Lanzenauer weihte die neue, heutige Kirche am 12. September 1920.
Die Fassade und der Vorplatz wurden 1996 renoviert und neugestaltet. 2020 wurde das Dach erneuert.

## Architektur

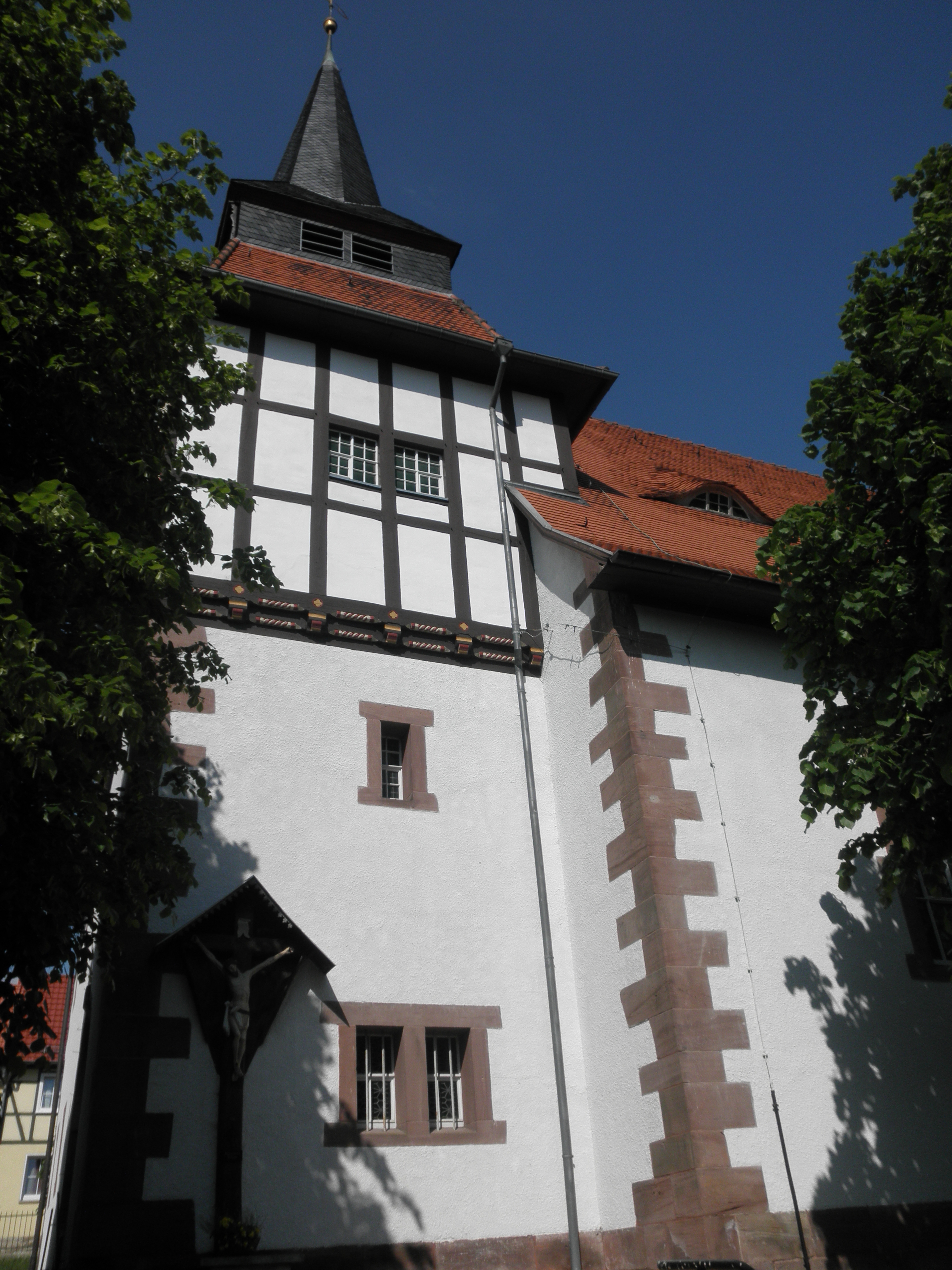
Turm

Das dreiachsige Kirchenschiff mit nur einem Seitenschiff wird von einem Tonnengewölbe überspannt. Im Osten schließt sich ein dreiseitiger Chor an. Am Westende befindet sich der Turm, der in Fachwerkbauweise ausgeführt ist. Die Kirche hat Rundbogenfenster und Okulifenster.

## Ausstattung
- Taufstein von 1571
- Hochaltar von 1912 geschaffen von Insam von Prinroth aus St. Ulrich in Gröden (Kreuz zwischen den Bistumspatronen Hl. Elisabeth und Bonifatius)[2]

## Orgel
Die Orgel wurde 1914 von Louis Krell gebaut. Das Instrument hat 10 Register verteilt auf zwei Manuale und Pedal. Register- und Tontraktur sind pneumatisch.